# Malleezwiepfluiter
De malleezwiepfluiter (Psophodes nigrogularis leucogaster) is een zangvogel uit de familie Psophodidae (zwiepfluiters). Het taxon wordt beschouwd als een ondersoort van de westelijke zwiepfluiter maar had eerder ook wel de status van aparte soort.

## Verspreiding en leefgebied
Deze vogel is endemisch in Australië en telt twee ondersoorten:
- P. n. leucogaster: het zuidelijke deel van Midden-Australië.
- P. n. lashmari: Kangaroo Island (nabij zuidelijk Australië).

Het leefgebied bestaat uit heide-achtige vegetatie met droog struikgewas (scrubland), vaak in de buurt van zeekusten.